# エゾビタキ
エゾビタキ（蝦夷鶲、学名：Muscicapa griseisticta）は、スズメ目ヒタキ科サメビタキ属に分類される鳥類の一種である。

## 分布
夏季にシベリア南部、サハリン、カムチャツカ半島南部等で繁殖し、冬季はフィリピン、セレベス島、ニューギニア等へ南下し越冬する。
日本では旅鳥として春と秋の渡りの時期に飛来する。一般的に秋の方が通過数が多く、各地で普通に見られる。

## 形態
全長約15 cm、翼開長は約26 cm。スズメより少し小さく、サメビタキ、コサメビタキよりも一回り大きい。雌雄同色である。背面は灰褐色、腹面は白い体羽で覆われる。腹面には暗褐色の縦縞が明瞭にならぶ。尾は背面よりやや暗色。翼は黒褐色でサメビタキやコサメビタキと比べると長く、翼の端は尾の半分程度まで達する。眼の周囲の羽毛はやや汚れた白色。足は黒褐色。

## 生態

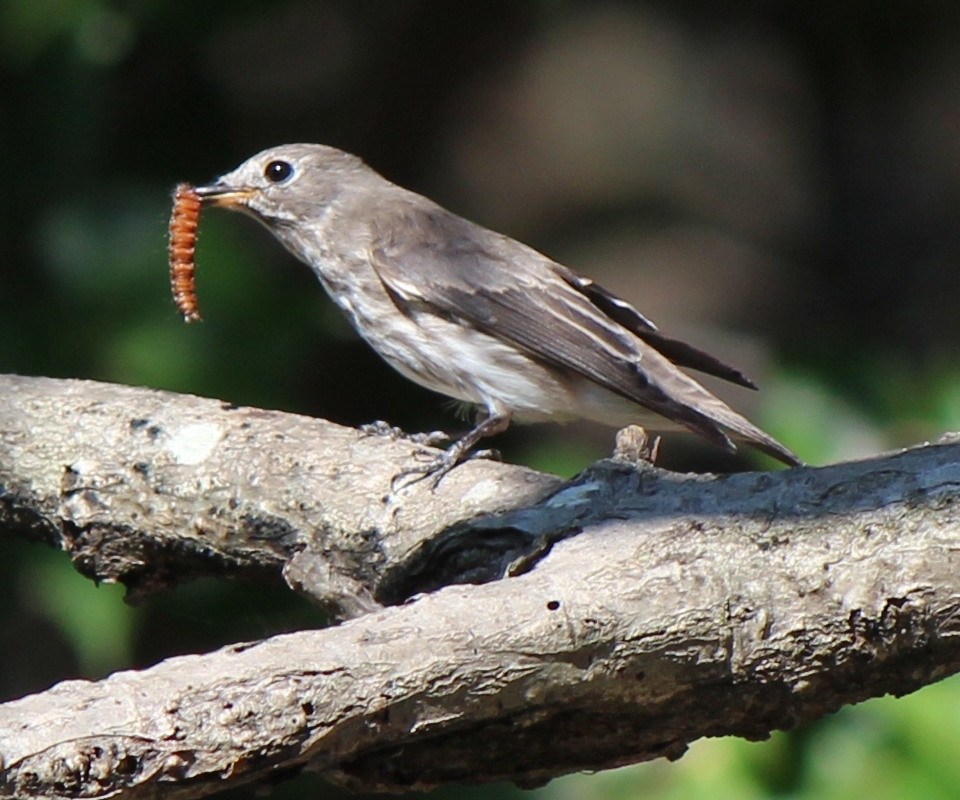
虫を捕食するエゾビタキ

渡りの時期は、平地から山地のやや開けた明るい林に生息する。市街地の公園でも観察されることがある。単独もしくは10数羽の小さな群れを形成して生活している。
食性は主に動物食で、昆虫類等を食べる。樹先等に止まり、飛翔している昆虫目掛けて飛翔し捕食する。また、秋の渡りの時はミズキの実を食べたりもする。

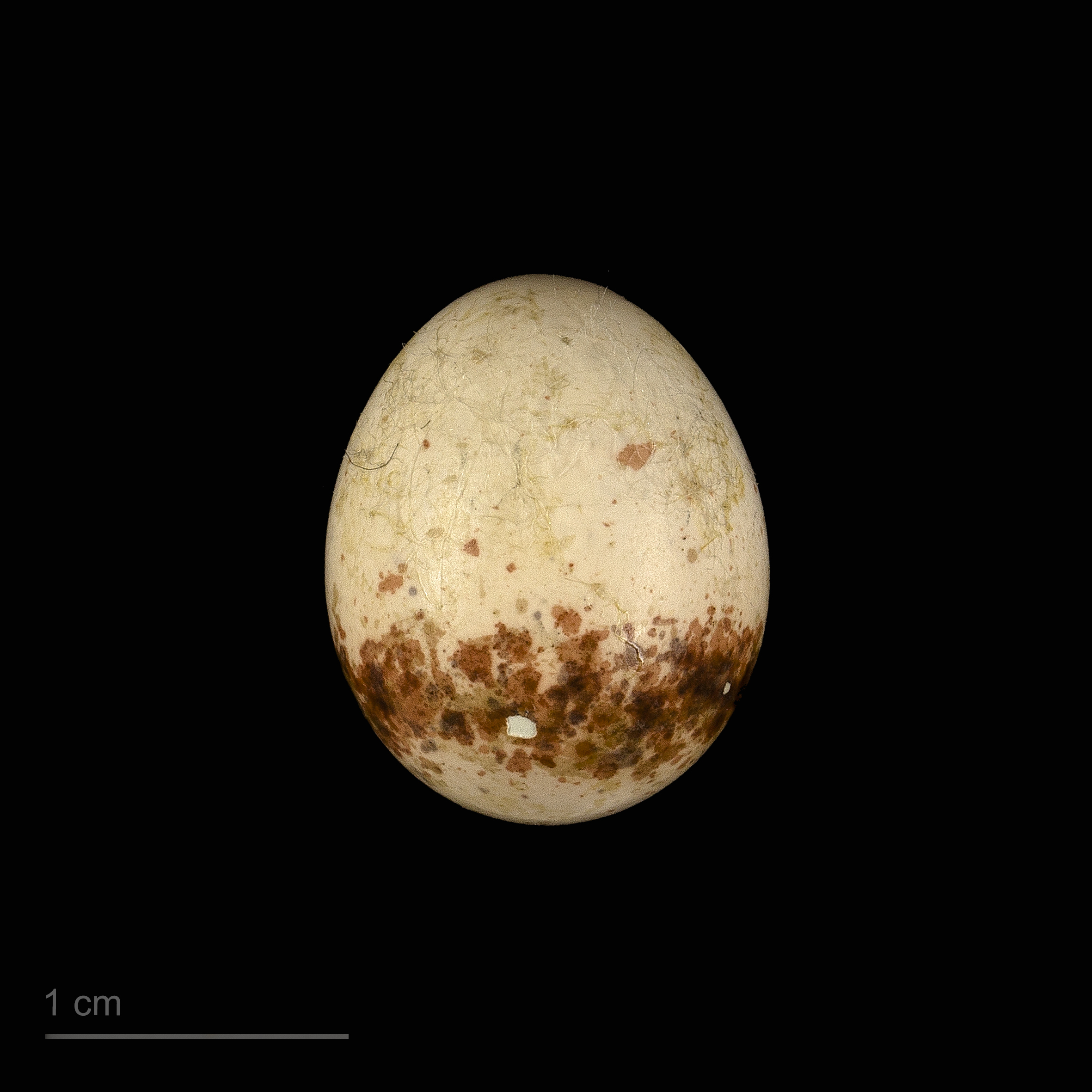
Muscicapa griseisticta

繁殖形態は卵生。
地鳴きは「ツィー」などか細い声である。

## 種の保全状況評価
国際自然保護連合（IUCN）により、レッドリストの軽度懸念（LC）の指定を受けている。
日本では三重県で情報不足（DD）の指定を受けている。